# Nowe Biskupice (Mazovie)
Pour les articles homonymes, voir Nowe Biskupice.
Nowe Biskupice (prononciation : [ˈnɔvɛ bʲiskuˈpʲit͡sɛ]) est un village polonais de la gmina de Warka dans le powiat de Grójec de la voïvodie de Mazovie dans le centre-est de la Pologne.
Il se situe à environ 10 kilomètres au sud-'ouest de Warka (siège de la gmina), 21 kilomètres au sud-est de Grójec (siège du powiat) et à 54 kilomètres au sud de Varsovie (capitale de la Pologne).

## Histoire
De 1975 à 1998, le village appartenait administrativement à la voïvodie de Radom.